# 琴山
琴山（日语：／ Kotoyama），日本漫畫家。之前以名義。

## 簡歷
- 小時候閱讀漫畫《鬼太郎》和《七龍珠》每天臨摹該漫畫的主角鬼太郎和孫悟空[2]。
- 中學時期受父親的影響，對大友克洋的漫畫入迷。並從那時起一直翻閱《七龍珠》、《AKIRA》、《乒乓》[2]。
- 約20歲開始畫漫畫[2]。
- 2012年，於BookLive！的雜誌《ComicLive！ Drive》投稿首次亮相。
- 於網路發表作品期間，被《週刊少年Sunday》編輯部發掘[3]。
- 2013年，以獲得漫畫學院（日语：まんがカレッジ）佳作。
- 從2014年30號至2018年20號為止，在《週刊少年Sunday》（小學館）連載《粗點心戰爭》[4][5]。
- 從2019年39號至2024年9號為止，在《週刊少年Sunday》連載（小學館）《徹夜之歌》[6][7]。
- 2020年8月18日，在《週刊少年Sunday》的YouTube頻道上發布《徹夜之歌》和Yorushika歌曲「逃亡（日语：盗作 (ヨルシカのアルバム)）」的聯名PV[8]。
- 2023年，《徹夜之歌》獲得第68屆小學館漫畫獎[1]。

## 作品列表
- 粗點心戰爭（《週刊少年Sunday》2014年30號—2018年20號，小學館，全11冊）
- 徹夜之歌（《週刊少年Sunday》2019年39號—2024年9號，小學館，全20冊）
  - 徹夜之歌 -樂園篇-（《週刊少年Sunday》2025年31號[9]—，小學館）—短期集中連載[9]
- （《週刊少年Sunday》2024年50號[10]、2024年51號[11]）—前後篇[10]

## 外部連結
- 琴山的X（前Twitter） （日語）